# Stadio del tennis di Roma
O Stadio del tennis di Roma (popularmente conhecido como Il Centrale) é a quadra de tênis central do complexo esportivo Foro Italico, em Roma.
A estrutura recebe regularmente eventos esportivos; todos os anos o "Internazionali d'Italia", bem como eventos de vôlei, outros esportes e shows.

## Histórico
Até a década de 1990, a principal instalação de tênis do complexo Foro Italico era o  Stadio della Pallacorda (atualmente batizado em homenagem a Nicola Pietrangeli). Naquela década, dada a capacidade limitada do Stadio della Pallacorda, foi construído um novo estádio de madeira laminada que se tornou o "campo central" do complexo, com arquibancadas que podiam acomodar até 6.000 espectadores.
Em 2007 a "Association of Tennis Professionals" (associação de tênis que administra os torneios mais importantes) solicitou à Federazione Italiana Tennis [it] um esforço para modernizar o complexo do Foro Italico, caso contrário os "Internazionali d'Italia" que ali aconteceriam seriam rebaixados. Entre os pedidos estava a presença de pelo menos uma instalação com capacidade para pelo menos 10.000 espectadores.
O antigo "campo centrale" ou "stadio centrale del tennis" do Foro Italico foi desmontado em 2008 e em seu lugar foi iniciada a construção de um estádio mais moderno e espaçoso.

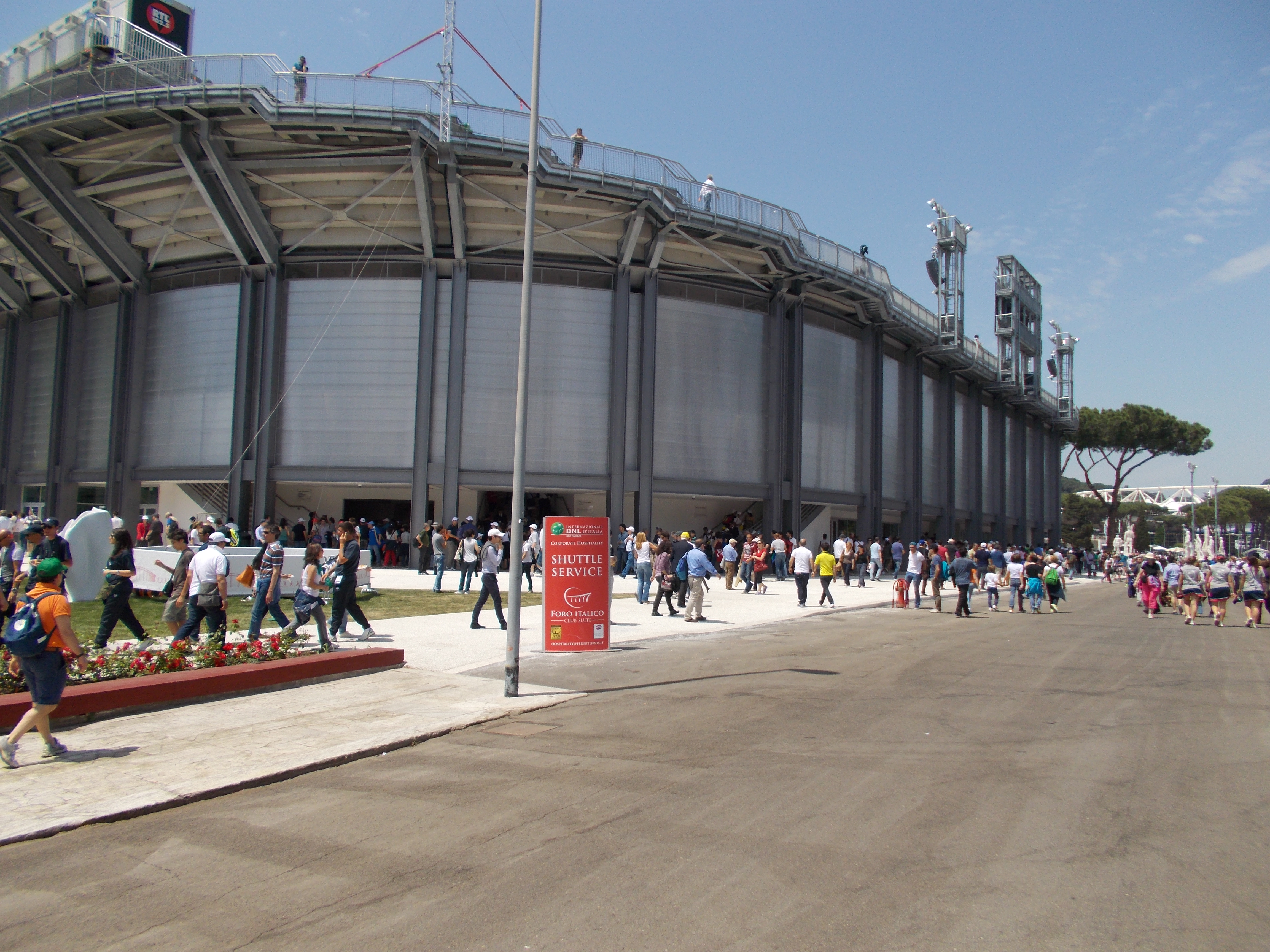
Vista externa do Il Centrale.

Inaugurada oficialmente em 27 de abril de 2010, a instalação entrou em operação para o Internazionali BNL d'Italia 2010. A cerimônia de inauguração contou com a presença, entre outros, do presidente do CONI Gianni Petrucci [it], do presidente da província de Roma Nicola Zingaretti [it] e dos jogadores Roger Federer e Rafael Nadal.

## Características
Construída com projeto do arquiteto Angelo Zampolini, a estrutura é formada por uma quadra retangular com superfície de saibro vermelho e tem capacidade para 10.500 lugares sentados, em aço, concreto e cristal com propriedades antissísmicas, anti-incêndio e resistentes à erosão e desastres naturais. O impacto ambiental do estádio é baixo, já que um terço da estrutura (o primeiro anel) é construído abaixo do nível do terreno circundante. Até o impacto interno do estádio é estudado detalhadamente, com arquibancadas cinzas monocromáticas e arquibancadas também em cinco tonalidades de cinza, partindo da parte inferior em cinza ardósia, até a parte superior em cinza claro.
Além disso, o estádio está equipado com salas de massagem, academia, salas de relaxamento, bar, sala de imprensa, vestiários e área para patrocinadores.

## Eventos sediados
- Internazionali d'Italia desde 2010.
- Campeonato Mundial de Voleibol de Praia de 2011.[7]
- Liga Mundial de Voleibol algumas partidas da Seleção Italiana de Voleibol Masculino.
- Campeonato Mundial de Voleibol Masculino de 2018 apenas para a partida de abertura Itália-Japão 3-0.[8]